# 奎西·恩揚塔基
奎西·恩揚塔基（英語：Kwesi Nyantakyi）是一位加納銀行家、律師和足球管理人員。他擁有加納足球甲級聯賽其中一支參賽球會「全明星足球俱樂部」（英語：All Stars F.C.），並自2005年12月30日開始擔任加納足球協會主席。

## 加納足球協會主席
恩揚塔基在2005年加納足球協會主席選舉中由於擊敗其餘2名候選人阿德·科克爾（英語：Ade Coker）和科喬·邦蘇（英語：Kojo Bonsu），因此成為新一任加納足球協會主席，並在2005年12月30日正式上任。在他任職期間，加納不但第一次晉級2006年世界盃足球賽，而且在南非2010年世界盃足球賽和巴西2014年世界盃足球賽中也成功晉級。另外，加納U-20足球隊在他任職期間也曾於2009年贏得非洲第一個和唯一一個U-20世界盃足球賽冠軍，所以他被認為是加納足球協會自1957年成立以來最成功的主席。

## 西非洲足球聯會主席
2011年，由於時任西非洲足球聯會主席阿莫斯·阿達穆（英語：Amos Adamu）被國際足球協會暫停職務，恩揚塔基因此被委派在新任主席選舉舉行前擔任西非洲足球聯會代理主席。隨後恩揚塔基在2011年5月31日舉行的選舉中當選，因而成為為期2年的新任西非洲足球聯會主席。此外，他也於2013年11月的選舉中在沒有對手的情況下得到連任，並獲得為期2年的新任期。

## 國際足球職務
恩揚塔基在幾個地區和國際足球組織中均有擔任職務，包括：
- 西非洲足球聯會B組主席
- 2012年夏季奧林匹克運動會其中一位足球協辦員[8]
- 國際足球協會委員會其中一位委員[9]

## 榮譽
由於恩揚塔基在任加納足球協會主席期間帶領加納國家足球隊在多個國際足球比賽中獲得晉級，因此他受到不少加納人民的歡迎和喜愛，而他在2012年也被獲選為最具影響力的加納人第32位。